# Kamenné Žehrovice
Kamenné Žehrovice település Csehországban, a Kladnói járásban. Kamenné Žehrovice Doksy, Velká Dobrá, Tuchlovice, Družec, Kladno és Žilina településekkel határos. Lakosainak száma 1630 fő (2024. január 1.).

## Népesség
A település lakosságának változását az alábbi diagram mutatja:
| Lakosok száma | 1030 | 1202 | 1795 | 1999 | 1541 | 1568 | 1741 | 1724 | 1667 | 1630 |
|               | 1869 | 1890 | 1921 | 1950 | 1980 | 2001 | 2017 | 2019 | 2022 | 2024 |